# Wiyot (volk)
De Wiyot zijn een Noord-Amerikaans indianenvolk en de inheemse bevolking van de streek rond de Humboldt Bay, in het noordwesten van de Amerikaanse staat Californië.
In 1860 vond er een tragische slachtpartij plaats op Indian Island in de Humboldt Bay, waarbij 80 à 250 Wiyot mannen, vrouwen en kinderen vermoord werden door kolonisten uit het stadje Eureka. Na de slachtpartij bleven er slechts 200 leden van de stam over. In 1910 waren er nog maar 100 volbloed Wiyot-indianen. Momenteel noemen zo'n 500 mensen in Noord-Californië zich Wiyot.

## Taal
De Wiyot en de naburige Yurok-indianen zijn de enige indianenvolkeren in het zuidwesten van de VS die oorspronkelijk Algische talen spraken. De taal van de Wiyot is in 1962 samen met haar laatste spreker uitgestorven. Het Yurok is bedreigd als taal en heeft nog maar een tiental sprekers.